# Santa Cecilia del Valle de Oro
Valle de Oro (llamada oficialmente Santa Cilla do Valadouro) es una parroquia española del municipio de Foz, en la provincia de Lugo, Galicia.

## Otras denominaciones
La parroquia también es conocida por los nombres de Santa Cecilia del Valle de Oro y Santa Cecilia de Valadouro.

## Organización territorial
La parroquia está formada por once entidades de población, constando seis de ellas en el anexo del decreto en el que se aprobó la actual denominación oficial de las entidades de población de la provincia de Lugo:
- Cardoxe
- Chao (O Chao)
- Folgosa
- Fontao
- Madroi
- Rega (A Rega)
- Soutonovo (O Souto Novo)
- Teixeira
- Trasmonte
- Vilacizal
- Vilatuíxe
- Viñas*

## Demografía
| Gráfica de evolución demográfica de Valle de Oro entre 2000 y 2021 |
|                                                                    |
| Datos según el nomenclátor publicado por el INE.                   |